# Lomikámen hvězdovitý

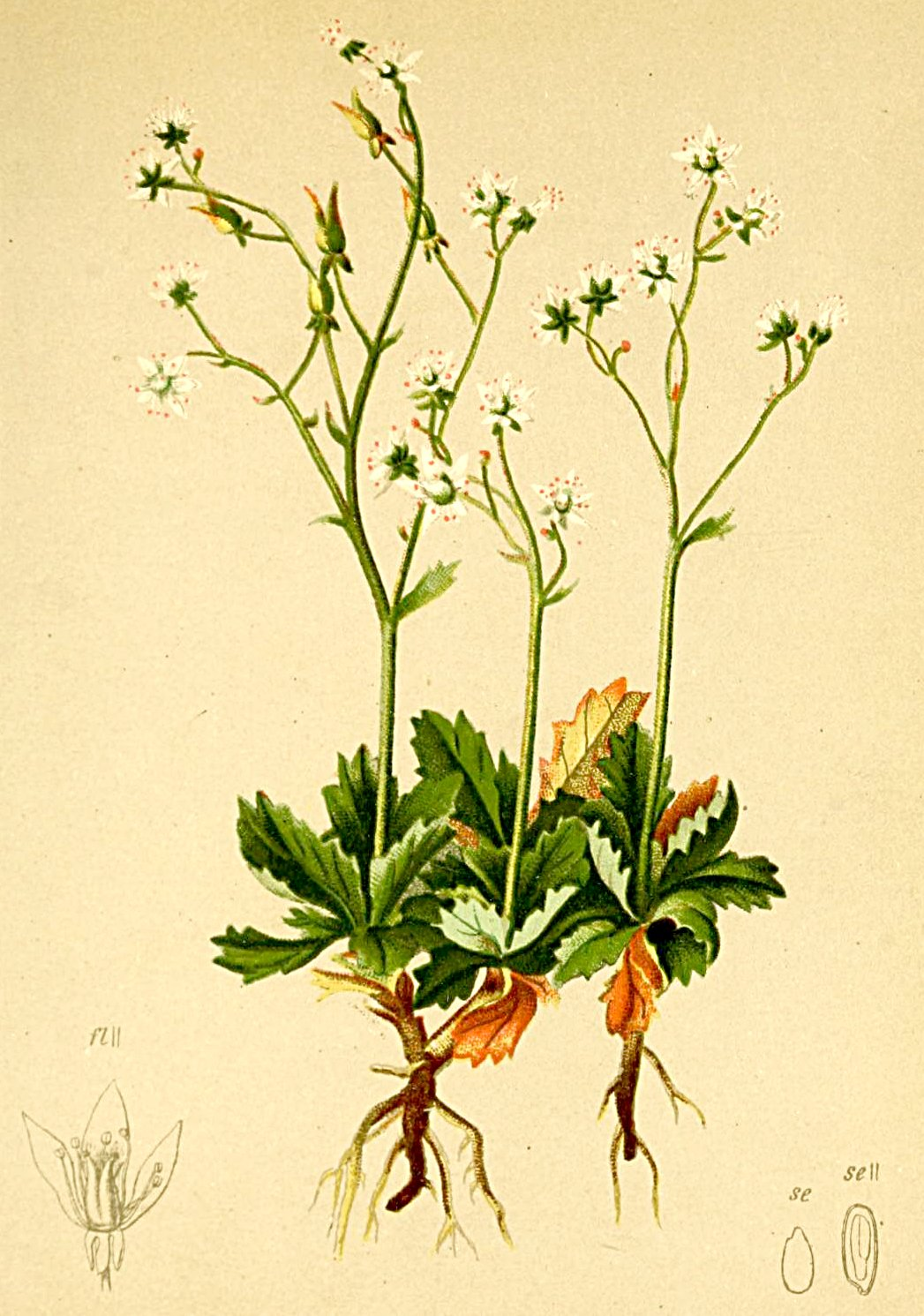
Zobrazení rostliny

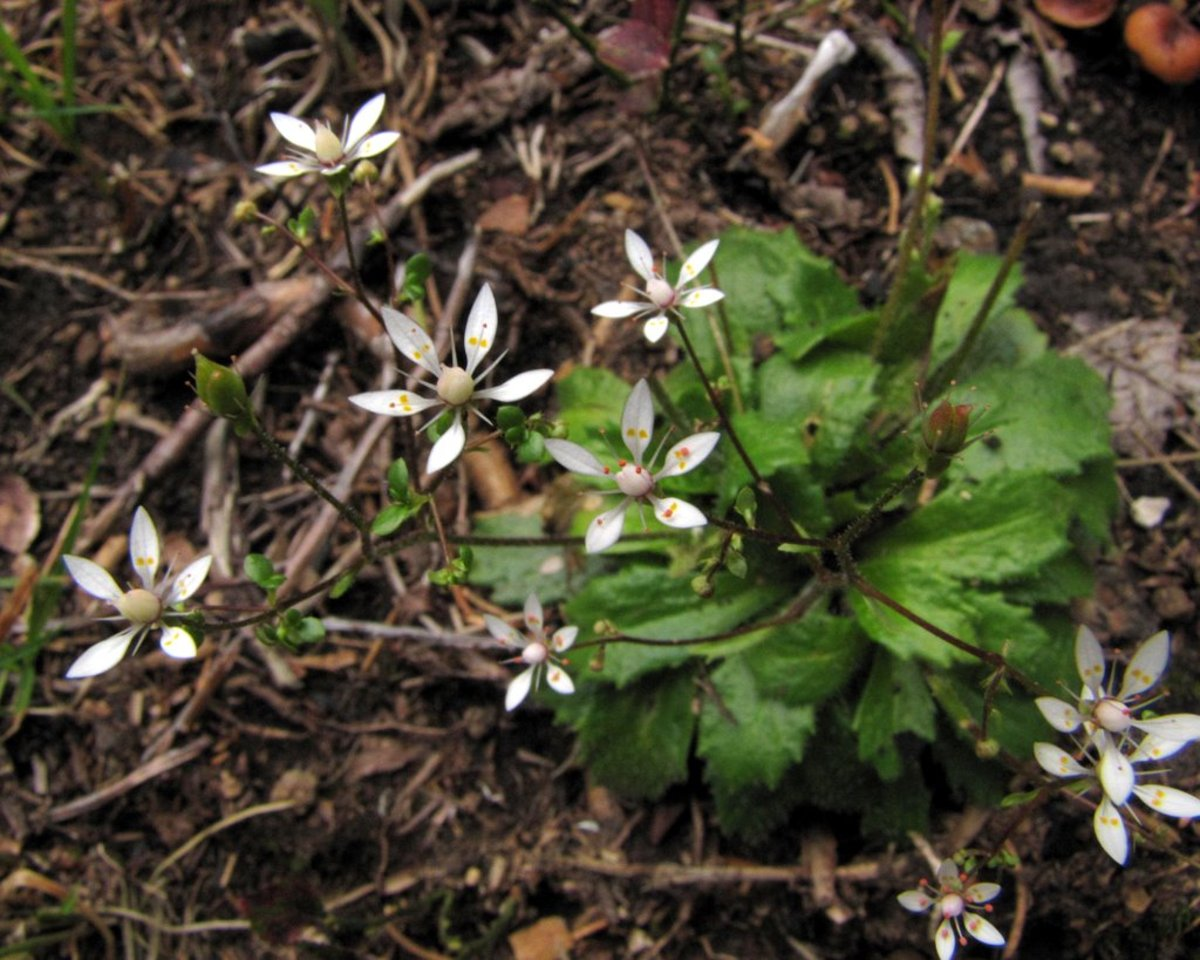
Typické prostředí

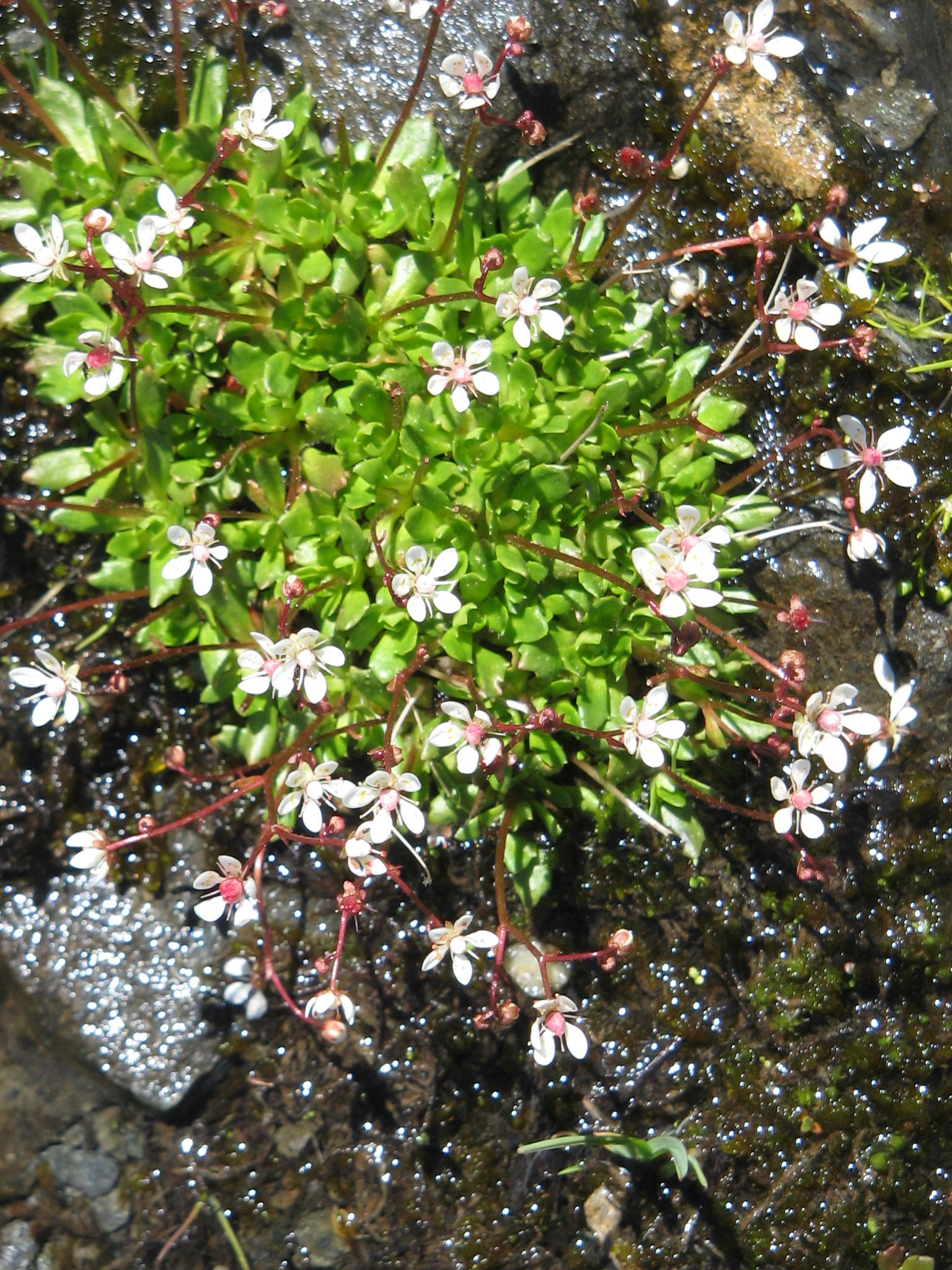
Trs rostlin

Lomikámen hvězdovitý (Micranthes stellaris) je nízká, okolo 20 cm vysoká, bíle kvetoucí vytrvalá bylina. V České republice neroste, nejblíže se vyskytuje v Alpách. Je chladnomilnou bylinou rostoucí v arktickém nebo vysokohorskému podnebí. Vyskytuje se ve studených severních oblastech Ameriky a Evropy sahajících až za polární kruh, v teplejších evropských zase ve vysokohorských polohách. Druh Micranthes stellaris byl po dlouhá léta součásti rodu Saxifraga, na přelomu tisíciletí byl na základě molekulárních fylogenetických dat a morfologické odlišnosti přeřazen do rodu Micranthes.

## Rozšíření
Je Arkticko-alpinský druh s hlavním areálem od severovýchodní Kanady přes oblasti Grónska, Island, sever Britských ostrovů po severní část Skandinávie. Řidčeji se vyskytuje také v jižnějších oblastech Evropy, ale výhradně v horách, v Alpách, Apeninách, Vogézách, Karpatech a dokonce v Pyrenejích a horách na Balkánském poloostrově. Nejseverněji byl lomikámen hvězdovitý zaznamenán v přírodě na severním pobřeží Grónska v Low Point a na kanadském ostrově Ward Hunt, obě místa se nalézají na 83° severní zeměpisné šířky.
V Česku ani na Slovensku neroste, nejblíže k vidění ve volné přírodě je v Alpách, kde se vyskytuje do nadmořské výšky blízké ke 30000 m n. m., podobně jako v Pyrenejích. V Itálii, Německu i Rakousku patří k rostlinám chráněným zákonem.

## Ekologie
Vykytuje se na březích horských potoků, sněhových výležiskách, vlhkých skalách a na místech s drobnou sutí. Prospívá v nedokonale odvodněných oblastech ve vlhké tundře především na mokré humózní půdě nebo mezi mechy s nízkým obsahem organických látek. Uvádí se, že se jedná o specialistu na vlhká, většinou vápnitá místa, okraje močálů, rašeliniště a místa s častými průsaky z blízkých vodních toků a nádrží. Druh je fenotypově velmi plastický, od robustních rostlin 30 cm vysokých s četnými stonky v příznivých prostředích až po jemné rostliny vysoké do 10 cm s malým počtem stonků na drsných stanovištích. Rostlina vytváří, dle KEW, tři poddruhy a pět variet. Chromozomové číslo x = 8.

## Popis
Vytrvalá bylina vysoká do 15, ojediněle až 30 cm rostoucí v trsech. Listy bez řapíků i palistů vyrůstají pouze v listové růžici. Čepele jsou kožovité, jednoduché, 10 až 25 mm dlouhé a 3 až 8 mm široké, obkopinaté či lopatkovité, po obvodě bývají jemně pilovité se třemi až sedmi zuby směřujícími k vrcholu listu, mají nápadnou zpeřenou žilnatinu, oboustranně jsou lysé a pouze po obvodě bývají řídce chlupaté. Na listech někdy v paždí vyrůstají pacibulky sloužící k rozmnožování. Byliny mají plazivý oddenek se spícími pupeny. V nepříznivý podmínkách se vyskytují rostliny s drobnými růžicemi nesoucí jediný nerozvětvený stonek vysoký jen 10 cm. Ve výhodném prostředí vyrůstá z růžice několik stonků s rozvětveným květenstvím a bývají vysoké až 30 cm. V arktických oblastech jsou květy často nahrazené malými pacibulkami v úžlabí listů, i když dva nebo tři stonky nesou po jednom květu.
Z listové růžice vyrůstá žláznatě chlupatý, načervenalý, přímý až vystoupavý, v průřezu oblý stonek, který se v horní části větví do latnatého nebo hroznovitého květenství s až sedmi květy na chlupatých stopkách a listenem pod květenstvím. Květy jsou oboupohlavné, pětičetné, bíle až nafialovělé. Vytrvalé kališní lístky jsou volné, lysé, zelené nebo nafialovělé, asi 1,5 mm dlouhé a 2 mm široké. Korunní lístky jsou bílé se dvěma žlutými skvrnami v blízkosti základny, hvězdicovitě rozložené, od sebe oddělené, obvejčité, na konci tupé, dlouhé 3,5 až 6 mm a široké 1,6 až 2 mm, dva z nich bývají o málo větší. V květu je ve dvou kruzích deset tyčinek s červenými prašníky, dva pestíky a dvě blizny. Svrchní semeník je vytvořený za dvou plodolistů, obsahuje padesát až sto jednoobalných vajíček s axiální placentaci, pod ním je žláznatý terč produkující nektar pro opylovače.
Plod je mnohosemenná, dvoupouzdrá, nachově zbarvená tobolka dlouhá 3 až 5 mm a široká 2 až 3,5 mm. Je částečně obalená vytrvalým kalichem a otvírá se dvěma chlopněmi. Obsahuje padesát až sto hnědých, podélně žebrovaných, elipsoidních až čihovitých semen, obvykle svraskalých až bradavčitých.

## Rozmnožování
Lomikámen hvězdovitý rostoucí v chladných působištích tvoří semena jen zcela nepravidelně. Uvádí se, že tobolka se semeny nebývá na severu Kanady a Grónska a ve skandinávském Laponsku vůbec pozorována. Rostliny tam v krátkém arktickém létu sice kvetou, ale semena nevznikají, může to být nedostatkem opylovačů nebo jen krátkodobým teplem nutným pro vývoj semen. V evropských horách přece jen léto trvá déle, je tam více opylovačů a semena mají větší šanci uzrát. Rostliny rostoucí v arktických podmínkách o to častěji vytvářejí místo semen pod přízemními listy pacibulky, kterými se rozmnožují. Na nedlouhém plazivém oddenku se někdy probudí spící pupen a vyraší z něj nový jedinec.